# São Bento do Sapucaí
São Bento do Sapucaí este un oraș în São Paulo (SP), Brazilia.